# Подольский электромеханический завод
Подольский электромеханический завод — российское машиностроительное предприятие, расположенное в городе Подольске. Специализируется на производстве деталей и комплектующих для оборонно-промышленного комплекса.

## История

### «Зингер»
В 1900 году в Подольске начинает работу механический завод компании «Зингер» по производству швейных машин. В 1900 году были сооружены чугунолитейная и механическая мастерские, электростанция.
В 1915 году один из корпусов завода был отдан в аренду «Земгору» под размещение эвакуированного из Прибалтики военного завода. В нем было организовано производство снарядов.

### ВСССР
В 1918 году завод национализируется.

#### Патронный завод

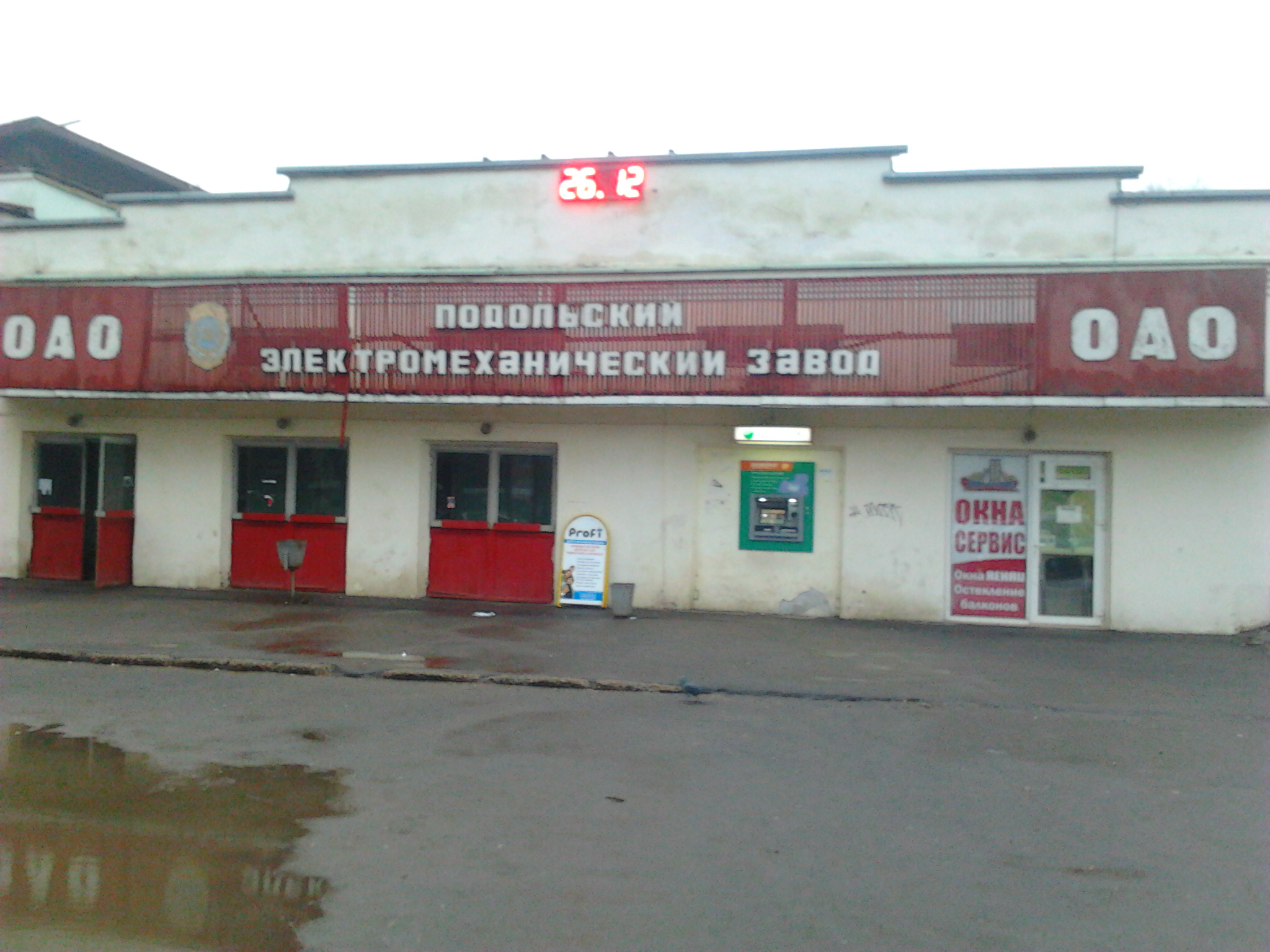
Проходные ПЭМЗ. 2015 год

История завода восходит к Санкт-Петербургскому (впоследствии Петроградскому) патронному заводу, основанному в 1869 году.
 Весной 1918 года, когда Петроград находился под угрозой захвата немцами во время Первой мировой войны, завод начинают эвакуировать в Симбирск. Однако город становится зоной боевых действий гражданской войны, и 5 декабря 1918 года постановлением Совета труда и обороны было принято решение эвакуировать остатки Петроградского патронного завода в Подольск. Предприятие было размещено на территории снарядного завода «Земгор», подразделения завода «Зингер», где уже 2 декабря постановлением ЧК было предписано освободить помещения. 9 декабря было принято постановление о передаче предприятию производственных площадей завода «Земгор».
Первым директором завода стал Анатолий Владимирович Ростовщиков. Предприятие тогда называлось Подольский патронный завод. В 1919 году началось производство гильз и патронов. На 15 марта 1919 года количество рабочих предприятия составляло 116 человек, к 1921 году их число возросло до 3000 человек.
В марте 1921 года было выпущено 2 000 000 патронов, предприятие достигло максимальной производительности того времени. Всего в том году было выпущено 16 656 216 патронов, с превышением программы выпуска на 6,5 %. В 1930 году было освоено производство станков для производства патронов. К началу 1941 года завод освоил отрасль станкостроения, выпускалось 56 различных наименований станков.
В период Великой Отечественной войны завод резко увеличивает производство вооружения для нужд фронта, производство идёт круглосуточно. Сотни рабочих предприятия ушли на фронт воевать против немецких захватчиков. Осенью 1941 года большая часть оставшихся производственных сил была эвакуирована на Барнаульский станкостроительный завод.

#### Завод № 710
26 мая 1942 года предприятие было переименовано в завод № 710 Наркомата вооружения, а в январе 1943 влилось в завод № 460 Наркомата боеприпасов и переориентировано на гидромашиностроение, при этом патронное производство было передано Климовскому патронному заводу. 16 июля 1946 года на заводе было создано собственное опытно-конструкторское бюро.
В 1950 году предприятие было включено в список заводов, обеспечивающих производство и разработку средств для противовоздушной обороны Москвы. Завод был объявлен головным предприятием этого направления, однако впоследствии статус головного предприятия был снят так как все первые изделия предприятия не прошли контроль качества.
К 1954 году в ОКБ предприятия велись разработки радиолокационного оборудования и систем слежения противовоздушной обороны. В 1955 году завод стал производить индикаторные машины радиолокационных станций дальнего обнаружения. В 60-е годы идёт серийное производство деталей для зенитно-ракетных установок С-75 и С-125. Предприятие осуществляло разработку, производство деталей и комплектующих, а также ввод в эксплуатацию космической телевизионной системы «Орбита».

#### Подольский электромеханический завод
В 1965 году предприятие было переименовано в Подольский электромеханический завод. 9 декабря 1968 года завод был передан в управление Министерству оборонной промышленности СССР. С 1968 года на предприятии изготавливаются также товары народного потребления — электронагревательный прибор «Ветерок», а также, при содействии Подольского энергетического завода, швейных машин.
1984 год — введена в работу Центральная испытательная станция. Начаты работы второй очереди по строительству в филиалах ПЭМЗа — г. Вани в Грузии, 30 км от г. Кутаиси (цех № 36 "производство «Свет», ныне з-д «Сулори») и г. Ядрин — ныне «Ядринский механический завод», Чувашия.
В 80-е годы на предприятии изготавливаются гидроприводы к зенитным пушкам «Шилка», и электроприводы наземной телевизионной сети «Орбита». В мае 1994 года указом Президента России Б. Н. Ельцина предприятие было преобразовано в открытое акционерное общество «Подольский электромеханический завод».
В 1964—1999 годах этим заводом руководил советский военный деятель и деятель оборонной промышленности, лауреат Государственной премии СССР А. С. Еремеев.

### В Российской Федерации
В 2000-е годы для предприятия настали тяжёлые времена. Из-за финансовых проблем завод стоял на грани банкротства. В 2006 году была проведена реструктуризация активов предприятия, производственные мощности предприятия вошли в состав специально созданного ОАО «ПЭМЗ Спецмаш». Процедура банкротства предприятия была прекращена судебным решением, такая практика была применена впервые в истории Российской Федерации.
Арбитражный суд Московской ведет дело о банкротстве АО «Подольский электромеханический завод». Ранее в конце декабря 2017 суд принял решение объединить дела № А41-76219/17 с делом № А41-83177/16, истцами по которым выступают ПАО «Сбербанк России» и Межрайонная инспекция Федеральной налоговой службы. Общая сумма задолженности АО «ПЭМЗ», послужившая поводом для судебного разбирательства, превышает 1,3 миллиарда рублей.
Что примечательно, подольское предприятие привлечено к делу в феврале прошлого года в качестве третьего лица, основным же ответчиком по делу выступает ЗАО «ЖУКОВКА*****» — коммерческая структура, которая связана с именем депутата Госдумы VII созыва Умахана Умаханова. АО «ПЭМЗ» и ЗАО «ЖУКОВКА*****» тесно связаны — более 50 % акций оборонного предприятия принадлежат «Жуковке» и аффилированным с ней компаниям.
14 ноября 2022 года на заводе произошел крупный пожар.